# Langula
Langula este o comună din landul Turingia, Germania.